# Piotr Mankiewicz (regionalista)
Piotr Mankiewicz (ur. 29. czerwca 1941 w Grudziądzu, zm. 19. sierpnia 2023), polski konstruktor i producent maszyn dla  piekarnictwa, cukiernictwa i gastronomi. Twórca oraz fundator Muzeum Chleba, Szkoły i Ciekawostek w Radzionkowie.

## Życiorys
W 1959 r. ukończył Technikum nr 4 im. Marii Skłodowskiej-Curie w Bytomiu i rozpoczął pracę pod ziemią, w KWK Rozbark, na stanowisku elektryka a w późniejszych latach inspektora ds. gospodarki maszynami. Od 1967 r. pełnił funkcję starszego technika w grupie rozruchowej w Elektromontażu II Katowice. Praca jego polegała na dopuszczaniu do ruchu maszyn na budowach dużych zakładów, jak; Huta Zawiercie, Huta Katowice czy Zakłady Energetyczne w Lublińcu. W 1981 r. otworzył prywatną działalność gospodarczą w firmie transportowej „Mankiewicz”, w spółce „Pago” handlującej dodatkami do pieczywa. Następnie zajął się produkcją i handlem maszynami piekarniczymi, cukierniczymi i gastronomicznymi. Prowadził spółkę „Izi” przekształconą w „Izi Mankiewicz” a następnie „Mankiewicz sp. j.”   
Jako firma związana z piekarnictwem, cukiernictwem i gastronomią Piotr Mankiewicz był uczestnikiem branżowych; konferencji, targów i warsztatów.
Zainicjował i wydawał, ogólnopolskie pismo poświęcone obronie interesów polskiego klienta i wytwórcy. Kwartalnik branżowy pt. „Klient, Piekarz i Cukiernik”, ukazywał się w latach 1997 – 2002 a specjalny numer w 2008 r.
Piotr Mankiewicz mieszka w Bytomiu, w dzielnicy Rozbark. Od 1968 r. żonaty ze Stefanią z domu Widera. Ma syna Marka.

## Praca społeczna
W Szkole Podstawowej nr 9 w Bytomiu, w latach 1948-55 był harcerzem. Po rozpoczęciu pracy, od 1959 r. udzielał się w Lidze Obrony Kraju, w Naczelnej Organizacji Technicznej oraz w Klubie Nurkowania Swobodnego „Rozbark” w Bytomiu. Pomysłodawca, twórca i fundator Muzeum Chleba, Szkoły i Ciekawostek w Radzionkowie, otwartego w 2000 r. będącego na Szlaku Zabytków Techniki Województwa Śląskiego. Równocześnie wydawca i fundator broszur, książek, kalendarzy, kolorowanek, zeszytów szkolnych oraz gier planszowych, karcianych i logicznych propagujących kulturę śląska. Prywatne Muzeum jak i jego twórca zostali wielokrotnie docenieni za co fundator odebrał wiele nagród, certyfikatów i wyróżnień.

## Odznaczenia i nagrody
2001 - Nagroda im. Wojciecha Korfantego za niekonwencjonalny program popularyzujący tradycję „Kultury Chleba”
2001 - Nagroda Przewodniczącego Rady Miasta Radzionków w uznaniu zasług w dziedzinie krzewienia kultury
2004 - Nagroda Honorowa- PIT KOMPAS za rok 2004
2004 - VII Edycja – Ogólnopolska Nagroda imienia Aleksandra Patkowskiego przyznana za osiągnięcia w dziedzinie regionalizmu (Sandomierz)
2005 - Nagroda Marszałka Województwa Śląskiego za Wydarzenie Muzealne roku 2005 w kategorii „Dokonania z zakresu inicjatyw edukacyjnych”
2008 - Nagroda „Orła i Róży” dla Zasłużonych dla Powiatu Tarnogórskiego w uznaniu zasług na rzecz rozwoju i promocji Powiatu Tarnogórskiego
2009 - Nagroda Marszałka Województwa Śląskiego za Wydarzenia Muzealne roku 2008 w kategorii „Dokonania z zakresu inicjatyw edukacyjnych oraz popularyzacji dziedzictwa kulturowego”
2009 - XXIX konkurs na Wydarzenie Muzealne Roku Sybilla 2008, Nagroda Ministra Kultury i Dziedzictwa Narodowego w kategorii „Działanie na rzecz edukacji szkolnej”
2010 - Certyfikat „Mistrz Turystyki, Gastronomii i Rozrywki”, Nagroda sezonu 2010 w kategorii „Szkoły Językowe i Warsztaty Edukacyjne”
2010 - Certyfikat „Perła w koronie województwa śląskiego”
2010 - Statuetka „Hanys 2009” za kultywowanie szacunku do chleba
2010 - Nagroda „Wawrzyn Polskiej Turystyki” za działalność innowacyjną
2012 - „Marka-Śląskie” przyznane przez Regionalną Izbę Przemysłowo-Handlową w kategorii „Dziedzictwo Kulturowe Regionu” za znaczący wkład w rozwój województwa śląskiego
2012 - Statuetka od Sekcji Piekarzy i Cukierników – Zarządu Cechu RRiP w Bytomiu za kultywowanie szacunku dla chleba i zawodu piekarza
2013 - Tytuł i statuetka „Bytomianin Roku 2013”
2014 - Srebrna Odznaka Honorowa za zasługi dla Województwa Śląskiego przyznana przez Sejmik Województwa Śląskiego 
2016 - Złota Odznaka Honorowa za zasługi dla Województwa Śląskiego przyznana przez Sejmik Województwa Śląskiego
2016 - Medal Miasta Bytomia za szczególne zasługi dla miasta w dziedzinie społecznej
2017 - Nagroda i Tytuł „Seniora roku 2016” nadany przez Bytomską Radę Seniorów
2018 - Certyfikat członka Śląskiej Izby Turystyki na rok 2018
2018 - Brązowy Krzyż Zasługi przyznany przez Prezydenta RP 30.X.2018r.
2019 - Odznaka honorowa „Zasłużony dla Kultury Polskiej” przyznana 3.VII.2019r. przez Ministra Kultury i Dziedzictwa Narodowego RP
2019 - Certyfikat członka Śląskiej Izby Turystyki na rok 2019
2020 - Wyróżnienie Marszałka Województwa Śląskiego za Zasługi dla Rozwoju Turystyki w roku 2020